# 相原茂
相原 茂（あいはら しげる、1948年 - 2025年）は、日本の中国語教育者。中国語コミュニケーション協会代表。福島県会津出身。

## 経歴
福島県立会津高等学校卒業、東京教育大学修士課程修了。中国語学専攻。明治大学助教授、お茶の水女子大学教授を経て、現在は、中国語コミュニケーション能力判定テスト（TECC）を実施している中国語コミュニケーション協会の代表。日本における中国語教育の分野で精力的に活動し、語学書や中国語に関するエッセー等を多数執筆している。NHKのラジオ・テレビの中国語講座にも講師として出演した。2001年度のNHKテレビ中国語講座では、「古畑您三郎」と称して毎回田村正和演じる古畑任三郎の物真似を披露した。

## 著書
- 『午後の中国語 ことばのエッセイ』同学社 1990
- 『はじめての中国語』講談社現代新書、1990
- 『イラストで覚える 中国語速習15日』創拓社出版、 1995年
- 『中国語3秒会話―100のふれあい 200のフレーズ』（朝日出版社　1995）
- 『謎解き中国語文法』（講談社現代新書、1997年）
- 『北京上海リスニング・ツアー』朝日出版社 1997
- 『中国語の学び方』（東方書店、1999年）
- 『あ、知ってる中国語　常用文ファイル50』東方書店、2000
- 『雨がホワホワ―中国語のある風景』現代書館、2001
- 『話すための中国語──北京七泊八日の旅』PHP新書　2002
- 『相原教授の課外講義 你好中国語』（講談社　2003）
- 『國民的中國語教本 ときめきの上海』（朝日出版社　2003）
- 『発音の基礎から学ぶ中国語』（朝日出版社　2003）
- 『必ず話せる中国語入門』（主婦の友社　2004）
- 『北京のスターバックスで怒られた話 中国語学エッセイ集』（現代書館　2004）
- 『中国語 最強フレーズ100』（主婦の友社　2005）
- 『「感謝」と「謝罪」 はじめて聞く日中"異文化"の話』講談社 2007
- 『俳句で覚える 中国語奥の細道』（駿河台出版社　2007）
- 『はじめての中国語「超」入門』（ソフトバンク新書　2007）
- 『笑う中国人-毒入り中国ジョーク集』文春新書、2008
- 『ちくわを食う女 中国語学者の日中異文化ノート』（現代書館　2009）
- 『北京ドリーム ドラマで学ぶ中国語』（駿河台出版社　2009）
- 『笑う中国語 相原先生のジョーク教室』（講談社　2009）
- 『語学オンチのための〈相原式〉最大効果の中国語勉強法』PHPエディターズ・グループ 2010
- 『ひねもすのたり中国語 日中異文化 ことばコラム』現代書館　2010
- 『基礎から学べる中国語〈発音と文法〉』PHPエディターズ・グループ 2011
- 『ふりむけば中国語』現代書館 2011
- 『マカオの回遊魚 痛快!日中ことばコラム』現代書館 2012
- 『中国語未知との遭遇』現代書館 2014
- 『読む中国語文法』現代書館 2015　上記『謎解き中国語文法』（講談社現代新書）を増補改訂
- 『中国人は言葉で遊ぶ』現代書館 2016

### 編著・共著
- 『新しい排列方式による現代中国語辞典』上野恵司共編 日外アソシエーツ 1982
- 『中国語概論 新訂』藤堂明保共著 大修館書店 1985
- 『ドリル式中国語テキスト 1』守屋充則共著 くろしお出版 1985
- 『中国語入門Q&A101』杉村博文共著 大修館書店 1987
- 『中国語学習ハンドブック』編 大修館書店 1988
- 『現代中国語ABB型形容詞逆配列用例辞典』韓秀英共編 くろしお出版 1990
- 『中国語・なぞなぞの本』編著 東方書店 1990
- 『ニーハオ明明』孟広学共著 日本放送出版協会 NHKたのしい中国語 1990
- 『中国語学習Q&A101』杉村博文共著 大修館書店 1991
- 『中国語・なぞなぞの本 2』中国語(遊)倶楽部共編 東方書店 1991
- 『中国掌編小説集』編 東方書店 1992
- 『逆引き中国語辞典』上野恵司共著　日外アソシエーツ、1993
- 『新訂 語法ルール66』玄宜青共著 朝日出版社 1993
- 来思平共著『日本人の中国語 誤用例54例』喜多山幸子編訳 東方書店 1993
- 『北京カタログ 中国文化・中国事情』戸沼市子,張雲明共編著 朝日出版社 1994
- 『中国語類義語のニュアンス』荒川清秀共編 東方書店 1995
- 『ドリル式中国語テキスト2　日本と中国』楊凱栄,張麗群共著 くろしお出版 1995
- 『リピート中国語』玄宜青共著 朝日出版社　1995
- 『Why?にこたえる はじめての 中国語の文法書』石田知子共著　同学社　1996　『新訂版』石田知子, 戸沼市子共著 2016
- 『入門・北京カタログ 中国文化・中国事情』戸沼市子共編著 朝日出版社 1996
- 『中国掌の小説選 アンソロジイ』編 東方書店 1997
- 『講談社中日辞典』長谷川良一,小峯王親共監修 1998 のち編
- 『ニーハオ,美知子!』梁月軍, 陳浩共著 郁文堂 1998
- 『テイク・オフ 中国語コミュニケーション能力養成教本』田禾共著 朝日出版社 1999
- 『コミュニケーションのための中国語基本単語1400』編 東方書店 2000
- 『語学三十六景 中国語入門』陳淑梅共著 東方書店 2000
- 『中国語教室Q&A 101』荒川清秀、楊凱栄ほか共著 大修館書店 2000
- 『中国語類義語のニュアンス2　どうちがう?』大川完三郎、荒川清秀、杉村博文共編 東方書店 2000
- 『大事なことはみんなやさしい中国語で言える』喜多山幸子,魯暁[コン]共著 朝日出版社 2001
- 『学ビテ時ニ之ヲ習フ 中国語入門』郭雲輝,保坂律子共著 好文出版 2001
- 『一年生のころ ビデオで学ぶ入門中国語 改訂版』陳淑梅,飯田敦子共著 朝日出版社 2002
- 『朋アリ遠方ヨリ来タル 中国語中級編』郭雲輝,保坂律子共著 好文出版 2002
- 『はじめての中国語学習辞典』編著 朝日出版社 2002
- 『恋する莎莎 アニメ中国語』陳淑梅,飯田敦子共著 朝日出版社 2003
- 『漢語系発想ヲ育テル中文課本』彭広陸共著 駿河台出版社 2004
- 『新編実用漢語課本 日本人のための中国語の教科書』徐甲申共著 東方書店 2004
- 『東方中国語辞典』東方書店,北京・商務印書館共同編集 荒川清秀, 大川完三郎共主編 東方書店 2004
- 『パソコンで覚える中国語入門300語ワールド 一年生のころ』陳淑梅,飯田敦子共著 朝日出版社 2004
- 『相原式:中国語「読み書き」入門ドリル』編著 別冊宝島 2005
- 『新概念・中国語会話訊くが勝ち』郭雲輝,田禾共著 朝日出版社 2005
- 『北京コレクション 入門編』李貞愛共著 朝日出版社 2005
- 『中国語 耳トレ 初級レベルからのリスニング』戸沼市子、石田知子共著 DHC　2006
- 『北京コレクション 初級-中級編』陳祖[バイ]共著 朝日出版社 2006
- 『現代中国語新語辞典』編（講談社　2007）
- 『作文ルール66 -日中翻訳技法』編著（朝日出版社　2007）
- 『ひねくれ燕燕 ジョークで中国語入門』郭雲輝共著 朝日出版社　2007
- 『講談社パックス中日・日中辞典』編 講談社　2008
- 『中国語ジョークボックス』郭雲輝共著 朝日出版社　2008
- 『中国語空耳ワールド』野口キヨコ共著 講談社　2008
- 『タスク式 えんぴつで覚える 中国語』田禾、周国強共著 朝日出版社　2008
- 『中国語のクッキータイム―8×6×7=336枚のおいしいクッキー』文承勇共著 朝日出版社　2009
- 『ぼくのせんせいおさらいCD-ROM版 〈問答有用〉対話で学ぶ中国語』郭雲輝共著 朝日出版社　2009
- 『遊びながら学ぶ ハピネス中国語』錢鴎,竹内理樺,郭雲輝共著 朝日出版社　2010
- 『阿強的故事(アーチャンのものがたり) 中国現代社会論』蘇明共著 好文出版 2011
- 『君に捧ぐ永遠 いきなり本格派中国語入門』田原, 殷文怡共著 朝日出版社 2012
- 『中国語入門きらきらの童年』殷文怡共著 朝日出版社 2013
- 『亜鈴式で鍛える中国語コロケーション999 フレーズ精選集』編著 朝日出版社 2014
- 『ことばのふしぎ 中国語学読本』内田慶市共編 朝日出版社 2014
- 『日中いぶこみ12景 異文化コミュニケーション』蘇明共著 朝日出版社 2014
- 『日中いぶこみ広場 簡明版』陳淑梅, 飯田敦子共著 朝日出版社 2014
- 『話してみたい中国語スピーキング沙龍』蘇紅共著 朝日出版社 2014
- 『中国語類義語辞典』主編 朝日出版社 2015
- 『日中は異文化だから面白い : 言語と文化のプロたちが綴るエッセイ集』編著 現代書館 2016

### 翻訳
- 温端政『歇後語のはなし 中国のことば遊び』白井啓介共編訳 光生館 1989 基本中国語学双書